# Hrgud
 Ovo je glavno značenje pojma Hrgud. Za druga značenja pogledajte Hrgud (razdvojba).
Hrgud je planina u istočnoj Hercegovini (BiH), sjeveroistočno od grada Stoca.
S južne strane ograđena strmim odsjekom prema dolini Bregave, a s istočne prema Dabarskom polju. Na sjeveru se naslanja na planinu Sniježnicu. Vrlo rijetko je naseljena, djelomično obrasla bjelogoricom, ponajviše na jugoistočnom dijelu, s dosta vrtača na sjevernom dijelu. Površina joj je oko 30 km2, s nekoliko vrhova preko 1000 metara.
Najviši vrh je Veliki Parić (1110 m). Planina se proteže u smjeru istok-zapad i podijeljena je između FBiH (zapad) i RS (istok).